# Belinda Wilkes
Belinda Jane Wilkes est astrophysicienne principale au Smithsonian Astrophysical Observatory (SAO) à Cambridge, Massachusetts, États-Unis, et ancienne directrice du Chandra X-ray Center.

## Formation et carrière
Belinda Wilkes naît dans le Staffordshire en Angleterre. Elle grandit à Albrighton, dans le Shropshire, fréquentant le Wolverhampton Girls' High School avant d'obtenir un BSc. (Hons) en physique et astronomie à l'université de St Andrews, en Écosse, suivi d'un doctorat en astronomie de l'université de Cambridge, en Angleterre. En 1982, elle part à l'observatoire Steward de l'université de l'Arizona en tant que boursière postdoctorale de l'OTAN et en 1984 à la Division d'astrophysique des hautes énergies de SAO, qui fait partie du centre d'astrophysique Harvard et Smithsonian.[réf. nécessaire]

## Recherches
Ses recherches portent sur les études multi-longueurs d'onde des quasars : galaxies contenant des trous noirs supermassifs en leur centre et les sources les plus lumineuses de l'Univers,. Elle est l'auteure de plus de 165 articles dans des revues scientifiques à comité de lecture et siège à un large éventail de comités professionnels ainsi qu'à divers comités d'utilisateurs et consultatifs et comités d'examen pour les télescopes spatiaux et terrestres[réf. souhaitée].
Elle est membre de la Royal Astronomical Society et de la Cambridge Philosophical Society, ainsi que de l'Union astronomique internationale.
En 2018, elle est élue membre honoraire du Jesus College de Cambridge, son Alma Mater. En 2020, elle est nommée membre de la société américaine de physique « pour ses contributions significatives à la compréhension des noyaux galactiques actifs, notamment leurs mécanismes d'émission et leurs voies évolutives, et pour le leadership innovant de l'observatoire de rayons X Chandra ». En 2021, elle est nommée membre de l'union américaine d'astronomie « pour son leadership dévoué de la communauté astronomique en tant que directrice du Chandra X-ray Center », et est nommée dans la classe 2021 des fellows de l'association américaine pour l'avancement des sciences.[réf. nécessaire]